# 乔治·缪尔
乔治·缪尔（英語：George Muir，1994年2月24日—），新西兰男子曲棍球运动员。他曾代表新西兰参加2018年英联邦运动会曲棍球比赛，获得一枚银牌。他也曾参加2020年夏季奥林匹克运动会。